# 豊田頼英
豊田 頼英（とよだ らいえい）は、室町時代前期から後期にかけての武将。大和国の国人。大和豊田城主。下野公と称した。

## 略歴
豊田氏は山辺郡を拠点とした一族で、大和永享の乱で井戸氏と対立した豊田中坊は惣領とされる。頼英は分家の豊岡氏出身で豊田中坊が没落した後に台頭したとされるが、はっきりしていない。嘉吉3年（1443年）の摂津河上五ヶ関務代官職を巡る大乗院門跡経覚と成身院光宣、筒井順永兄弟の争いでは経覚に与して光宣を追い落とし、古市胤仙・小泉重弘と共に管領畠山持国から雑務権断職を与えられ、光宣が復帰するまで大和の支配を任せられた。
康正元年（1455年）、畠山持国の死後に起こった畠山義就と畠山政久の家督争いでは義就を支持、政久派の筒井順永を追い、長禄3年（1459年）まで官符衆徒筆頭となる。寛正3年（1462年）には東寺の領土である河原城荘の代官職を請負い、晩年には権律師に任ぜられた。
延徳2年（1490年）に死去。享年88。